# Municipio Suchiate
Koordinaten: 14° 41′ N, 92° 9′ W
Suchiate ist Municipio im mexikanischen Bundesstaat Chiapas. Es ist das am südlichsten gelegene Municipio des Landes. Sein Name kommt aus dem Nahuatl und bedeutet „Blumenwasser“.
Das Municipio hat knapp 35.000 Einwohner und eine Fläche von 237 km². Größter Ort und Verwaltungssitz ist Ciudad Hidalgo.

## Geographie
Das Municipio Suchiate liegt im extremen Süden des mexikanischen Bundesstaats Chiapas auf Höhen unter 100 m. Es zählt zur Gänze zur physiographischen Provinz der Cordillera Centroamericana und liegt gänzlich in der hydrologischen Region Costa de Chiapas. Die Geologie des Municipios wird zu 87 % von Alluvionen bestimmt bei 8 % lakustrischen Ablagerungen; vorherrschende Bodentypen sind der Phaeozem (63 %), Cambisol (17 %) und Solonchak (11 %). Etwa 60 % der Gemeindefläche werden ackerbaulich genutzt, 24 % werden von Weideland, 9 % von Mangroven eingenommen.
Das Municipio Suchiate grenzt an die Municipios Frontera Hidalgo und Tapachula sowie an die Republik Guatemala.

## Bevölkerung
Beim Zensus 2010 wurden im Municipio 35.056 Menschen in 8.811 Wohneinheiten gezählt. Davon wurden 83 Personen als Sprecher einer indigenen Sprache registriert. Knapp 18,5 Prozent der Bevölkerung waren Analphabeten. 12.219 Einwohner wurden als Erwerbspersonen registriert, wovon 76 % Männer bzw. 2 % arbeitslos waren. Gut 32 % der Bevölkerung lebten in extremer Armut.

## Orte
Das Municipio Suchiate umfasst 151 bewohnte localidades, von denen der Hauptort sowie La Libertad vom INEGI als urban klassifiziert sind. 14 Orte wiesen beim Zensus 2010 eine Einwohnerzahl von über 500 auf, 118 Orte hatten weniger als 100 Einwohner. Die größten Orte sind:
| Ort                           | Einwohner |
| Ciudad Hidalgo                | 14.606    |
| La Libertad                   | 04.500    |
| Ignacio López Rayón           | 01.573    |
| Miguel Alemán                 | 00.949    |
| Cuauhtémoc                    | 00.883    |
| Dorado Nuevo                  | 00.802    |
| Jesús                         | 00.797    |
| Barra de Cahoacán (El Chical) | 00.795    |
| Benito Juárez (Cosalapa)      | 00.754    |
| El Gancho                     | 00.752    |
| Suchiate                      | 00.658    |